# Masters de tennis féminin 2022
Le masters de tennis féminin est un tournoi de tennis professionnel. Il réunit, à la fin de la saison, les huit meilleures joueuses du classement WTA depuis le début de l'année. L'édition féminine 2022, classée en catégorie Masters, se déroule du 31 octobre au 7 novembre 2022. Elle est jouée pour la première fois à Fort Worth (Texas).

## Primes et points
| Tour                              | Prime            | Points |
| --------------------------------- | ---------------- | ------ |
| Victoire                          | RR + 1 240 000 $ | + 420  |
| Finale                            | RR + 420 000 $   | + 330  |
| Demi-finale                       | RR + 30 000 $    | –      |
| Poule (par match gagné)           | + 110 000 $      | + 125  |
| Poule (3 matchs joués)            | 110 000 $        | 375    |
| Pour chaque remplaçante           | $                | –      |
| Cumul pour la vainqueur invaincue | 1 680 000 $      | 1500   |

| Tour                                    | Prime          | Points |
| --------------------------------------- | -------------- | ------ |
| Victoire                                | RR + 250 000 $ | + 420  |
| Finale                                  | RR + 80 000 $  | + 330  |
| Demi-finale                             | RR + 5 000 $   | –      |
| Poule (par match gagné)                 | + 20 000 $     | + 125  |
| Poule (3 matchs joués)                  | 50 000 $       | 375    |
| Pour chaque équipe remplaçante          | $              | –      |
| Cumul pour l'équipe vainqueur invaincue | 360 000 $      | 1500   |

## Faits marquants
Après l'invasion de l'Ukraine par la Russie fin février, les instances dirigeantes internationales du tennis autorisent les joueuses de Russie et de Biélorussie à participer aux tournois, mais pas sous le drapeau de leur pays, jusqu'à nouvel ordre.
La moitié des joueuses est novice dans ce tournoi. Aucune des joueuses qualifiées n'a atteint la finale d'une précédente édition.

## Lauréates
La Française Caroline Garcia remporte son 1er Masters en dominant en finale la Bélarusse Aryna Sabalenka. Elle en profite pour finir la saison au 4e rang mondial.
L'épreuve de double est remportée, également pour la 1re fois, par la paire russo-belge Veronika Kudermetova / Elise Mertens.

## Résultats en simple

### Participantes
| Ordre de qualification | Classement WTA Race | Points | Date de qualification | Meilleure performance | Joueuse         | Résultat   |
| ---------------------- | ------------------- | ------ | --------------------- | --------------------- | --------------- | ---------- |
| 1                      | 1                   | 10335  | 12 septembre 2022     | RR (1)                | Iga Świątek     | DF (3V-1D) |
| 2                      | 2                   | 4555   | 12 septembre 2022     | -                     | Ons Jabeur      | RR (1V-2D) |
| 3                      | 3                   | 4316   | 13 octobre 2022       | -                     | Jessica Pegula  | RR (0V-3D) |
| 4                      | 4                   | 3271   | 19 octobre 2022       | -                     | Coco Gauff      | RR (0V-3D) |
| 5                      | 6                   | 3000   | 19 octobre 2022       | DF (1)                | Caroline Garcia | V (4V-1D)  |
| 6                      | 7                   | 2970   | 20 octobre 2022       | RR (1)                | Aryna Sabalenka | F (3V-2D)  |
| 7                      | 8                   | 2935   | 20 octobre 2022       | -                     | Daria Kasatkina | RR (1V-2D) |
| 8                      | 5                   | 3121   | 22 octobre 2022       | DF (1)                | María Sákkari   | DF (3V-1D) |

| Classement WTA Race | Joueuse              | Résultat |
| ------------------- | -------------------- | -------- |
| 9                   | Veronika Kudermetova | -        |
| 11                  | Madison Keys         | -        |

| Joueuse         | IS  | OJ  | JP  | CoG | CaG | AS  | DK  | MS  | % victoires | Saison | Titres |
| --------------- | --- | --- | --- | --- | --- | --- | --- | --- | ----------- | ------ | ------ |
| Iga Świątek     |     | 3-2 | 4-1 | 4-0 | 1-1 | 4-1 | 4-1 | 2-3 | 70,9%       | 64-8   | 8      |
| Ons Jabeur      | 2-3 |     | 3-2 | 2-3 | 3-0 | 1-2 | 4-2 | 2-1 | 56,7%       | 46-15  | 2      |
| Jessica Pegula  | 1-4 | 2-3 |     | 1-0 | 2-2 | 1-3 | 1-0 | 2-3 | 40%         | 42-18  | 1      |
| Coco Gauff      | 0-4 | 3-2 | 0-1 |     | 2-1 | 3-1 | 0-2 | 1-4 | 37,5%       | 38-19  | 0      |
| Caroline Garcia | 1-1 | 0-3 | 2-2 | 1-2 |     | 2-2 | 1-1 | 2-0 | 45%         | 41-19  | 3      |
| Aryna Sabalenka | 1-4 | 2-1 | 3-1 | 1-3 | 2-2 |     | 3-2 | 4-2 | 51,6%       | 30-20  | 0      |
| Daria Kasatkina | 1-4 | 2-4 | 0-1 | 2-0 | 1-1 | 2-3 |     | 4-1 | 46,2%       | 40-20  | 2      |
| María Sákkari   | 3-2 | 1-2 | 3-2 | 4-1 | 0-2 | 2-4 | 1-4 |     | 45,2%       | 37-22  | 0      |

### GroupeTracy Austin
- Iga Świątek (no 1)
- Coco Gauff (no 4)
- Caroline Garcia (no 6)
- Daria Kasatkina (no 8)

#### Résultats
| Date              | Vainqueur       | Adversaire      | Score          | Durée      |
| ----------------- | --------------- | --------------- | -------------- | ---------- |
| 1er novembre 2022 | Iga Świątek     | Daria Kasatkina | 6-2, 6-3       | 1 h 22 min |
| 1er novembre 2022 | Caroline Garcia | Coco Gauff      | 6-4, 6-3       | 1 h 18 min |
| 3 novembre 2022   | Iga Świątek     | Caroline Garcia | 6-3, 6-2       | 1 h 23 min |
| 3 novembre 2022   | Daria Kasatkina | Coco Gauff      | 7-66, 6-3      | 1 h 40 min |
| 5 novembre 2022   | Caroline Garcia | Daria Kasatkina | 4-6, 6-1, 7-65 | 2 h 27 min |
| 5 novembre 2022   | Iga Świątek     | Coco Gauff      | 6-3, 6-0       | 1 h 10 min |

#### Classement
| Rang poule | Classement WTA Race | Joueuse         | Match(s) G-P | Set(s) G-P | Jeux G-P    |
| ---------- | ------------------- | --------------- | ------------ | ---------- | ----------- |
| 1          | 1                   | Iga Świątek     | 3-0          | 6-0 (100%) | 36-13 (73%) |
| 2          | 6                   | Caroline Garcia | 2-1          | 4-3 (57%)  | 34-32 (52%) |
| 3          | 8                   | Daria Kasatkina | 1-2          | 3-4 (43%)  | 31-38 (45%) |
| 4          | 4                   | Coco Gauff      | 0-3          | 0-6 (0%)   | 19-37 (34%) |

### GroupeNancy Richey
- Ons Jabeur (no 2)
- Jessica Pegula (no 3)
- María Sákkari (no 5)
- Aryna Sabalenka (no 7)

#### Résultats
| Date            | Vainqueur       | Adversaire      | Score          | Durée      |
| --------------- | --------------- | --------------- | -------------- | ---------- |
| 31 octobre 2022 | María Sákkari   | Jessica Pegula  | 7-66, 7-64     | 2 h 11 min |
| 31 octobre 2022 | Aryna Sabalenka | Ons Jabeur      | 3-6, 7-65, 7-5 | 2 h 28 min |
| 2 novembre 2022 | Ons Jabeur      | Jessica Pegula  | 1-6, 6-3, 6-3  | 1 h 38 min |
| 2 novembre 2022 | María Sákkari   | Aryna Sabalenka | 6-2, 6-4       | 1 h 37 min |
| 4 novembre 2022 | Aryna Sabalenka | Jessica Pegula  | 6-3, 7-5       | 1 h 30 min |
| 4 novembre 2022 | María Sákkari   | Ons Jabeur      | 6-2, 6-3       | 1 h 8 min  |

#### Classement
| Rang poule | Classement WTA Race | Joueuse         | Match(s) G-P | Set(s) G-P | Jeux G-P    |
| ---------- | ------------------- | --------------- | ------------ | ---------- | ----------- |
| 1          | 5                   | María Sákkari   | 3-0          | 6-0 (100%) | 38-23 (62%) |
| 2          | 7                   | Aryna Sabalenka | 2-1          | 4-3 (57%)  | 36-37 (49%) |
| 3          | 2                   | Ons Jabeur      | 1-2          | 3-5 (38%)  | 35-41 (46%) |
| 4          | 3                   | Jessica Pegula  | 0-3          | 1-6 (14%)  | 32-40 (44%) |

### Tableau final
|  |                 |                 |            |            |            |                 |                 |                 |            |            |        |        |
|  | 1/2 finale      | 1/2 finale      | 1/2 finale | 1/2 finale | 1/2 finale |                 |                 | Finale          | Finale     | Finale     | Finale | Finale |
|  | 6 novembre 2022 | 6 novembre 2022 | 2 h 7 min  | 2 h 7 min  | 2 h 7 min  |                 |                 |                 |            |            |        |        |
|  | 6 novembre 2022 | 6 novembre 2022 | 2 h 7 min  | 2 h 7 min  | 2 h 7 min  |                 |                 |                 |            |            |        |        |
|  | Iga Świątek     | (1)             | 2          | 6          | 1          |                 |                 |                 |            |            |        |        |
|  | Iga Świątek     | (1)             | 2          | 6          | 1          | 7 novembre 2022 | 7 novembre 2022 | 1 h 41 min      | 1 h 41 min | 1 h 41 min |        |        |
|  | Aryna Sabalenka | (7)             | 6          | 2          | 6          | 7 novembre 2022 | 7 novembre 2022 | 1 h 41 min      | 1 h 41 min | 1 h 41 min |        |        |
|  | Aryna Sabalenka | (7)             | 6          | 2          | 6          | Aryna Sabalenka | (7)             | 64              | 4          |            |        |        |
|  | 6 novembre 2022 | 6 novembre 2022 | 1 h 15 min | 1 h 15 min | 1 h 15 min | Aryna Sabalenka | (7)             | 64              | 4          |            |        |        |
|  | 6 novembre 2022 | 6 novembre 2022 | 1 h 15 min | 1 h 15 min | 1 h 15 min |                 |                 | Caroline Garcia | (6)        | 7          | 6      |        |
|  | Caroline Garcia | (6)             | 6          | 6          |            |                 |                 | Caroline Garcia | (6)        | 7          | 6      |        |
|  | Caroline Garcia | (6)             | 6          | 6          |            |                 |                 |                 |            |            |        |        |
|  | María Sákkari   | (5)             | 3          | 2          |            |                 |                 |                 |            |            |        |        |
|  | María Sákkari   | (5)             | 3          | 2          |            |                 |                 |                 |            |            |        |        |

### Classement final
| Résultat       | Classement WTA Race | Joueuse         | Match(s) G-P | Set(s) G-P | Jeux G-P    | Points gagnés | Nouveau rang |
| -------------- | ------------------- | --------------- | ------------ | ---------- | ----------- | ------------- | ------------ |
| Vainqueur      | 6                   | Caroline Garcia | 4-1          | 8-3 (73%)  | 59-47 (56%) | 1375          | 4            |
| Finaliste      | 7                   | Aryna Sabalenka | 3-2          | 6-6 (50%)  | 60-59 (50%) | 955           | 5            |
| Demi-finaliste | 1                   | Iga Świątek     | 3-1          | 7-2 (78%)  | 45-27 (63%) | 750           | 1            |
| Demi-finaliste | 5                   | María Sákkari   | 3-1          | 6-2 (75%)  | 43-35 (55%) | 750           | 6            |
| Poule          | 8                   | Daria Kasatkina | 1-2          | 3-4 (43%)  | 31-38 (45%) | 500           | 8            |
| Poule          | 2                   | Ons Jabeur      | 1-2          | 3-5 (38%)  | 35-41 (46%) | 500           | 2            |
| Poule          | 3                   | Jessica Pegula  | 0-3          | 1-6 (14%)  | 32-40 (44%) | 375           | 3            |
| Poule          | 4                   | Coco Gauff      | 0-3          | 0-6 (0%)   | 19-37 (34%) | 375           | 7            |

## Résultats en double

### Parcours
| Ordre de qualification | Classement WTA Race | Date de qualification | Meilleure performance | Équipe                                | Points | Saison (titres) | Résultat   |
| ---------------------- | ------------------- | --------------------- | --------------------- | ------------------------------------- | ------ | --------------- | ---------- |
| 1                      | 1                   | 12 septembre 2022     | V (1)                 | Barbora Krejčíková Kateřina Siniaková | 4651   | 3               | F (4V-1D)  |
| 2                      | 2                   | 10 octobre 2022       | QF (2) RR (1)         | Gabriela Dabrowski Giuliana Olmos     | 4335   | 2               | RR (1V-2D) |
| 3                      | 5                   | 13 octobre 2022       | -                     | Lyudmyla Kichenok Jeļena Ostapenko    | 3745   | 2               | DF (1V-3D) |
| 4                      | 4                   | 13 octobre 2022       | - F (1)               | Veronika Kudermetova Elise Mertens    | 3770   | 1               | V (5V-0D)  |
| 5                      | 3                   | 14 octobre 2022       | -                     | Coco Gauff Jessica Pegula             | 4086   | 3               | RR (0V-3D) |
| 6                      | 6                   | 19 octobre 2022       | - QF (2)              | Xu Yifan Yang Zhaoxuan                | 3580   | 2               | RR (1V-2D) |
| 7                      | 8                   | 20 octobre 2022       | RR (1) DF (2)         | Desirae Krawczyk Demi Schuurs         | 3180   | 1               | DF (2V-2D) |
| 8                      | 7                   | 22 octobre 2022       | -                     | Anna Danilina Beatriz Haddad Maia     | 3235   | 1               | RR (1V-2D) |

| Classement WTA Race | Équipe                               | Résultat |
| ------------------- | ------------------------------------ | -------- |
| 9                   | Nicole Melichar-Martinez Ellen Perez | -        |
| 10                  | Caroline Garcia Kristina Mladenovic  | -        |

### GroupeRosie Casals
- Barbora Krejčíková
 Kateřina Siniaková (no 1)
- Coco Gauff
 Jessica Pegula (no 3)
- Xu Yifan
 Yang Zhaoxuan (no 6)
- Desirae Krawczyk
 Demi Schuurs (no 8)

#### Résultats
| Date            | Vainqueur                             | Adversaire                    | Score            | Durée      |
| --------------- | ------------------------------------- | ----------------------------- | ---------------- | ---------- |
| 31 octobre 2022 | Barbora Krejčíková Kateřina Siniaková | Desirae Krawczyk Demi Schuurs | 6-4, 6-3         | 1 h 30 min |
| 31 octobre 2022 | Xu Yifan Yang Zhaoxuan                | Coco Gauff Jessica Pegula     | 6-4, 4-6, [10-7] | 1 h 28 min |
| 2 novembre 2022 | Barbora Krejčíková Kateřina Siniaková | Xu Yifan Yang Zhaoxuan        | 6-3, 6-3         | 1 h 20 min |
| 2 novembre 2022 | Desirae Krawczyk Demi Schuurs         | Coco Gauff Jessica Pegula     | 3-6, 6-0, [10-5] | 1 h 14 min |
| 4 novembre 2022 | Desirae Krawczyk Demi Schuurs         | Xu Yifan Yang Zhaoxuan        | 7-62, 6-3        | 1 h 34 min |
| 4 novembre 2022 | Barbora Krejčíková Kateřina Siniaková | Coco Gauff Jessica Pegula     | 6-2, 6-1         | 58 min     |

#### Classement
| Rang poule | Classement WTA Race | Équipe                                | Match(s) G-P | Set(s) G-P | Jeux G-P    |
| ---------- | ------------------- | ------------------------------------- | ------------ | ---------- | ----------- |
| 1          | 1                   | Barbora Krejčíková Kateřina Siniaková | 3-0          | 6-0 (100%) | 36-16 (69%) |
| 2          | 8                   | Desirae Krawczyk Demi Schuurs         | 2-1          | 4-3 (57%)  | 30-27 (53%) |
| 3          | 6                   | Xu Yifan Yang Zhaoxuan                | 1-2          | 2-5 (29%)  | 26-35 (43%) |
| 4          | 3                   | Coco Gauff Jessica Pegula             | 0-3          | 2-6 (25%)  | 19-33 (37%) |

### GroupePam Shriver
- Gabriela Dabrowski
 Giuliana Olmos (no 2)
- Veronika Kudermetova
 Elise Mertens (no 4)
- Lyudmyla Kichenok
 Jeļena Ostapenko (no 5)
- Anna Danilina
 Beatriz Haddad Maia (no 7)

#### Résultats
| Date              | Vainqueur                          | Adversaire                         | Score              | Durée      |
| ----------------- | ---------------------------------- | ---------------------------------- | ------------------ | ---------- |
| 1er novembre 2022 | Veronika Kudermetova Elise Mertens | Lyudmyla Kichenok Jeļena Ostapenko | 3-6, 6-1, [10-6]   | 1 h 22 min |
| 1er novembre 2022 | Anna Danilina Beatriz Haddad Maia  | Gabriela Dabrowski Giuliana Olmos  | 7-5, 6-0           | 1 h 12 min |
| 3 novembre 2022   | Gabriela Dabrowski Giuliana Olmos  | Lyudmyla Kichenok Jeļena Ostapenko | 7-65, 2-6, [12-10] | 1 h 44 min |
| 3 novembre 2022   | Veronika Kudermetova Elise Mertens | Anna Danilina Beatriz Haddad Maia  | 6-4, 6-3           | 1 h 16 min |
| 5 novembre 2022   | Lyudmyla Kichenok Jeļena Ostapenko | Anna Danilina Beatriz Haddad Maia  | 67-7, 6-4, [10-8]  | 2 h 2 min  |
| 5 novembre 2022   | Veronika Kudermetova Elise Mertens | Gabriela Dabrowski Giuliana Olmos  | 7-65, 6-2          | 1 h 26 min |

#### Classement
| Rang poule | Classement WTA Race | Équipe                             | Match(s) G-P | Set(s) G-P | Jeux G-P    |
| ---------- | ------------------- | ---------------------------------- | ------------ | ---------- | ----------- |
| 1          | 4                   | Veronika Kudermetova Elise Mertens | 3-0          | 6-1 (86%)  | 35-22 (61%) |
| 2          | 5                   | Lyudmyla Kichenok Jeļena Ostapenko | 1-2          | 4-5 (44%)  | 32-31 (51%) |
| 3          | 7                   | Anna Danilina Beatriz Haddad Maia  | 1-2          | 3-4 (43%)  | 31-30 (51%) |
| 4          | 2                   | Gabriela Dabrowski Giuliana Olmos  | 1-2          | 2-5 (29%)  | 23-38 (38%) |

### Tableau final
|  |                                       |                 |            |            |                                       |                 |            |                                    |            |        |        |        |
|  | 1/2 finale                            | 1/2 finale      | 1/2 finale | 1/2 finale | 1/2 finale                            |                 |            | Finale                             | Finale     | Finale | Finale | Finale |
|  | 6 novembre 2022                       | 6 novembre 2022 | 1 h 38 min | 1 h 38 min | 1 h 38 min                            |                 |            |                                    |            |        |        |        |
|  | 6 novembre 2022                       | 6 novembre 2022 | 1 h 38 min | 1 h 38 min | 1 h 38 min                            |                 |            |                                    |            |        |        |        |
|  | Barbora Krejčíková Kateřina Siniaková | (1)             | 7          | 6          |                                       |                 |            |                                    |            |        |        |        |
|  | Barbora Krejčíková Kateřina Siniaková | (1)             | 7          | 6          | 7 novembre 2022                       | 7 novembre 2022 | 1 h 42 min | 1 h 42 min                         | 1 h 42 min |        |        |        |
|  | Lyudmyla Kichenok Jeļena Ostapenko    | (5)             | 65         | 2          | 7 novembre 2022                       | 7 novembre 2022 | 1 h 42 min | 1 h 42 min                         | 1 h 42 min |        |        |        |
|  | Lyudmyla Kichenok Jeļena Ostapenko    | (5)             | 65         | 2          | Barbora Krejčíková Kateřina Siniaková | (1)             | 2          | 6                                  | 9          |        |        |        |
|  | 6 novembre 2022                       | 6 novembre 2022 | 56 min     | 56 min     | 56 min                                | (1)             | 2          | 6                                  | 9          |        |        |        |
|  | 6 novembre 2022                       | 6 novembre 2022 | 56 min     | 56 min     | 56 min                                |                 |            | Veronika Kudermetova Elise Mertens | (4)        | 6      | 4      | 11     |
|  | Veronika Kudermetova Elise Mertens    | (4)             | 6          | 6          |                                       |                 |            | Veronika Kudermetova Elise Mertens | (4)        | 6      | 4      | 11     |
|  | Veronika Kudermetova Elise Mertens    | (4)             | 6          | 6          |                                       |                 |            |                                    |            |        |        |        |
|  | Desirae Krawczyk Demi Schuurs         | (8)             | 1          | 1          |                                       |                 |            |                                    |            |        |        |        |
|  | Desirae Krawczyk Demi Schuurs         | (8)             | 1          | 1          |                                       |                 |            |                                    |            |        |        |        |